# Hans Schmid (Geodät)
Hans Schmid (* 26. April 1920 in Olmütz, Tschechoslowakei; † 16. Juli 2010 in Weyregg am Attersee) war ein österreichischer Geodät und Professor an den Technischen Hochschulen Graz und Wien. Als Hochschullehrer machte er sich besonders um die Matrizenschreibweise in Ausgleichsrechnung und Photogrammetrie sowie um die geodätische Untersuchung von Erdkrustenbewegungen verdient.
In Wien XIX gründete er 1951 als junger Ingenieurkonsulent ein Vermessungsbüro, das sich bald auch intensiv mit Photogrammetrie befasste und zahlreiche technische Großprojekte – unter anderem im Mittleren Osten – bearbeitete. Die Firma wurde in den 1990ern nach Klosterneuburg verlegt und später von seinem Sohn Peter Schmid übernommen.